# Tranum Kirke
Tranum Kirke ligger i Tranum i Jammerbugt Kommune. I forhold de fleste middelalderkirker, er Tranum Kirke yderst velbevaret. Det ses bl.a. med oprindelige vinduer, der findes i kirkens nordvæg.

## Eksterne kilder og henvisninger
- Visit Jammerbugten – Tranum Kirke Arkiveret 24. april 2018 hos  Wayback Machine
- Tranum Kirke på KortTilKirken.dk